# Ululodes villosus
Ululodes villosus är en insektsart som först beskrevs av Palisot de Beauvois 1807.  Ululodes villosus ingår i släktet Ululodes och familjen fjärilsländor. Inga underarter finns listade i Catalogue of Life.